# Космос-1733
Космос-1733 је један од преко 2400 совјетских вјештачких сателита лансираних у оквиру програма Космос.
Космос-1733 је лансиран са космодрома Плесецк, СССР, 19. фебруара 1986. Ракета-носач Циклон-3 је поставила сателит у орбиту око планете Земље. 